# Goya a la millor direcció
El Premi Goya a la millor direcció és un dels 28 Premis Goya entregats anualment

## Nominats i guanyadors

### Dècada del 2020
| Guanyador             | Candidats                                       | |
| XXXIX edició - 2025   | XXXIX edició - 2025                             | XXXIX edició - 2025 |
| --------------------- | ----------------------------------------------- | --- |
|                       |                                                 | - Pedro Almodóvar per La habitación de al lado - Arantxa Echevarría per La infiltrada - Paula Ortiz per La virgen roja - Aitor Arregi i Jon Garaño per Marco, la verdad inventada - Isaki Lacuesta i Pol Rodríguez per Segundo premio |
| XXXVIII edició - 2024 |                                                 | |
|                       | Juan Antonio Bayona per La sociedad de la nieve | - Víctor Erice per Cerrar los ojos - Elena Martín per Creatura - David Trueba per Saben aquell - Isabel Coixet per Un amor |
| XXXVII edició - 2023  |                                                 | |
|                       | Rodrigo Sorogoyen per As bestas                 | - Carla Simón per Alcarràs - Pilar Palomero per La maternal - Carlos Vermut per Mantícora - Alberto Rodríguez per Modelo 77 |
| XXXVI edició - 2022   |                                                 | |
|                       | Fernando León de Aranoa per El buen patrón      | - Manuel Martín Cuenca per La hija - Pedro Almodóvar per Madres paralelas - Icíar Bollaín per Maixabel |
| XXXV edició - 2021    |                                                 | |
|                       | Salvador Calvo per Adú                          | - Icíar Bollaín per La boda de Rosa - Juanma Bajo Ulloa per Baby - Isabel Coixet per Nieva en Benidorm |
| XXXIV edició - 2020   |                                                 | |
|                       | Pedro Almodóvar per Dolor y gloria              | - Aitor Arregi, Jon Garaño, i Jose Mari Goenaga per La trinchera infinita - Oliver Laxe per O que arde - Alejandro Amenábar per Mientras dure la guerra                                                                               |

### Dècada del 2010
| Guanyador            | Candidats                                             | |
| XXXIII edició - 2019 | XXXIII edició - 2019                                  | XXXIII edició - 2019 |
| -------------------- | ----------------------------------------------------- | --- |
|                      | Rodrigo Sorogoyen per El reino                        | - Javier Fesser per Campeones - Isaki Lacuesta per Entre dos aguas - Asghar Farhadi per Todos lo saben                           |
| XXXII edició - 2018  |                                                       | |
|                      | Isabel Coixet per La librería                         | - Manuel Martín Cuenca per El autor - Aitor Arregi i Jon Garaño per Handia - Paco Plaza per Verónica                             |
| XXXI edició - 2017   |                                                       | |
|                      | Juan Antonio Bayona per Un monstre em ve a veure      | - Alberto Rodríguez per El hombre de las mil caras - Pedro Almodóvar per Julieta - Rodrigo Sorogoyen per Que Dios nos perdone    |
| XXX edició - 2016    |                                                       | |
|                      | Cesc Gay per Truman                                   | - Paula Ortiz Álvarez per La novia - Isabel Coixet per Nobody Wants the Night - Fernando León de Aranoa per Un día perfecto      |
| XXIX edició - 2015   |                                                       | |
|                      | Alberto Rodríguez per La isla mínima                  | - Daniel Monzón per El Niño - Carlos Vermut per Magical Girl - Damián Szifrón per Relatos salvajes                               |
| XXVIII edició - 2014 |                                                       | |
|                      | David Trueba per Vivir es fácil con los ojos cerrados | - Gracia Querejeta per 15 años y un día - Manuel Martín Cuenca per Caníbal - Daniel Sánchez Arévalo per La gran familia española |
| XXVII edició - 2013  |                                                       | |
|                      | Juan Antonio Bayona per The Impossible                | - Pablo Berger per Blancanieves - Alberto Rodríguez per Grupo 7 - Fernando Trueba per El artista y la modelo                     |
| XXVI edició - 2012   |                                                       | |
|                      | Enrique Urbizu per No habrá paz para los malvados     | - Mateo Gil per Blackthorn - Pedro Almodóvar per La piel que habito - Benito Zambrano per La voz dormida                         |
| XXV edició - 2011    |                                                       | |
|                      | Agustí Villaronga per Pa negre                        | - Álex de la Iglesia per Balada triste de trompeta - Rodrigo Cortés per Buried - Icíar Bollaín per También la lluvia             |
| XXIV edició - 2010   |                                                       | |
|                      | Daniel Monzón per Celda 211                           | - Alejandro Amenábar per Agora - Fernando Trueba per El baile de la Victoria - Juan José Campanella per El secreto de sus ojos   |

### Dècada del 2000
| Guanyador           | Candidats                                         | |
| XXIII edició - 2009 | XXIII edició - 2009                               | XXIII edició - 2009 |
| ------------------- | ------------------------------------------------- | --- |
|                     | Javier Fesser per Camino                          | - Álex de la Iglesia per Los crímenes de Oxford - José Luis Cuerda per Los girasoles ciegos - Agustín Díaz Yanes per Solo quiero caminar   |
| XXII edició - 2008  |                                                   | |
|                     | Jaime Rosales per La soledad                      | - Emilio Martínez-Lázaro per Las 13 rosas - Icíar Bollaín per Mataharis - Gracia Querejeta per Siete mesas de billar francés               |
| XXI edició - 2007   |                                                   | |
|                     | Pedro Almodóvar per Volver                        | - Agustín Díaz Yanes per Alatriste - Guillermo del Toro per El laberinto del fauno - Manuel Huerga per Salvador (Puig Antich)              |
| XX edició - 2006    |                                                   | |
|                     | Isabel Coixet per La vida secreta de les paraules | - Alberto Rodríguez per 7 vírgenes - Benito Zambrano per Habana Blues - Montxo Armendáriz per Obaba                                        |
| XIX edició - 2005   |                                                   | |
|                     | Alejandro Amenábar per Mar adentro                | - Carlos Saura per El séptimo día - Pedro Almodóvar per La mala educación - Adolfo Aristarain per Roma                                     |
| XVIII edició - 2004 |                                                   | |
|                     | Icíar Bollaín per Te doy mis ojos                 | - Cesc Gay per A la ciutat - Isabel Coixet per My life without me - David Trueba per Soldados de Salamina                                  |
| XVII edició - 2003  |                                                   | |
|                     | Fernando León de Aranoa per Los lunes al sol      | - Emilio Martínez-Lázaro per El otro lado de la cama - Antonio Hernández per En la ciudad sin límites - Pedro Almodóvar per Hable con ella |
| XVI edició - 2002   |                                                   | |
|                     | Alejandro Amenábar per The Others                 | - Vicente Aranda per Juana la Loca - Julio Medem per Lucía y el sexo - Agustín Díaz Yanes per Sin noticias de Dios                         |
| XV edició - 2001    |                                                   | |
|                     | José Luis Borau per Leo                           | - Jaime Chávarri per Besos para todos - Álex de la Iglesia per La comunidad - José Luis Garci per You're the One                           |
| XIV edició - 2000   |                                                   | |
|                     | Pedro Almodóvar per Todo sobre mi madre           | - Gracia Querejeta per Cuando vuelvas a mi lado - José Luis Cuerda per La lengua de las mariposas - Benito Zambrano per Solas              |

### Dècada del 1990
| Guanyador          | Candidats                                  | |
| XIII edició - 1999 | XIII edició - 1999                         | XIII edició - 1999 |
| ------------------ | ------------------------------------------ | --- |
|                    | Fernando León de Aranoa por Barrio         | - Alejandro Amenábar per Abre los ojos - José Luis Garci per El abuelo - Fernando Trueba per La niña de tus ojos                                                    |
| XII edició - 1998  |                                            | |
|                    | Ricardo Franco per La buena estrella       | - Adolfo Aristarain per Martín (Hache) - Montxo Armendáriz per Secretos del corazón                                                                                 |
| XI edició - 1997   |                                            | |
|                    | Pilar Miró per El perro del hortelano      | - Imanol Uribe per Bwana - Julio Medem per Tierra |
| X edició - 1996    |                                            | |
|                    | Álex de la Iglesia per El día de la bestia | - Manuel Gómez Pereira per Boca a boca - Pedro Almodóvar per La flor de mi secreto                                                                                  |
| IX edició - 1995   |                                            | |
|                    | Imanol Uribe per Días contados             | - José Luis Garci per Canción de cuna - Vicente Aranda per La pasión turca                                                                                          |
| VIII edició - 1994 |                                            | |
|                    | Luis García Berlanga per Todos a la cárcel | - Vicente Aranda per Intruso - Juanma Bajo Ulloa per La madre muerta                                                                                                |
| VII edició - 1993  |                                            | |
|                    | Fernando Trueba per Belle Époque           | - Bigas Luna per Jamón, jamón - Pedro Olea per El maestro de esgrima                                                                                                |
| VI edició - 1992   |                                            | |
|                    | Vicente Aranda per Amantes                 | - Pilar Miró per Beltenebros - Imanol Uribe per El rey pasmado |
| V edició - 1991    |                                            | |
|                    | Carlos Saura per ¡Ay, Carmela!             | - Pedro Almodóvar per ¡Átame! - Montxo Armendáriz per Las cartas de Alou                                                                                            |
| IV edició - 1990   |                                            | |
|                    | Fernando Trueba per El sueño del mono loco | - Fernando Fernán Gómez per El mar y el tiempo - Agustí Villaronga per El niño de la luna - Josefina Molina per Esquilache - Vicente Aranda per Si te dicen que caí |

### Dècada del 1980
| Guanyador         | Candidats                                          | |
| III edició - 1989 | III edició - 1989                                  | III edició - 1989 |
| ----------------- | -------------------------------------------------- | --- |
|                   | Gonzalo Suárez per Remando al viento               | - Ricardo Franco per Berlín Blues - Francisco Regueiro per Diario de invierno - Antonio Mercero per Espérame en el cielo - Pedro Almodóvar per Mujeres al borde de un ataque de nervios |
| II edició - 1988  |                                                    | |
|                   | José Luis Garci per Asignatura aprobada            | - Bigas Luna per Angoixa - Vicente Aranda per El Lute: camina o revienta |
| I edició - 1987   |                                                    | |
|                   | Fernando Fernán Gómez per El viaje a ninguna parte | - Emilio Martínez-Lázaro per Lulú de noche - Pilar Miró per Werther |

## Estadístiques

### Directors més guardonats
- 3 premis: Pedro Almodóvar, de 11 candidatures
- 3 premis: Fernando León de Aranoa, de 5 candidatures (també té un premi al millor director novell i al millor documental)
- 3 premis: Juan Antonio Bayona, de 3 candidatures
- 2 premis: Fernando Trueba, de 5 candidatures (també té un premi al millor documental i a la millor pel·lícula d'animació)
- 2 premis: Alejandro Amenábar, de 5 candidatures (també té un premi al millor director novell)
- 2 premis: Rodrigo Sorogoyen, de 3 candidatures
- 2 premis: Isabel Coixet, de 6 candidatures

### Directors amb més nominacions
- 11 nominacions: Pedro Almodóvar (3 guardons)
- 6 nominacions: Vicente Aranda (1 guardó)
- 6 nominacions: Isabel Coixet (2 guardons)
- 5 nominacions: Alejandro Amenábar (2 guardons)
- 5 nominacions: Icíar Bollaín (1 guardó)
- 5 nominacions: Fernando León de Aranoa (3 guardons)
- 5 nominacions: Alberto Rodríguez (1 guardó)
- 5 nominacions: Fernando Trueba (2 guardons)
- 4 nominacions: Álex de la Iglesia (1 guardó)
- 4 nominacions: José Luis Garci (1 guardó)
- 4 nominacions: Benito Zambrano (0 guardons)
- 3 nominacions: Juan Antonio Bayona (3 guardons)
- 3 nominacions: Rodrigo Sorogoyen (2 guardons)
- 3 nominacions: Agustín Díaz Yanes (0 guardons)
- 3 nominacions: Pilar Miró (1 guardó)
- 3 nominacions: Imanol Uribe (1 guardó)
- 3 nominacions: Montxo Armendáriz (0 guardons)
- 3 nominacions: Emilio Martínez-Lázaro (0 guardons)
- 3 nominacions: Gracia Querejeta (0 guardons)
- 3 nominacions: Manuel Martín Cuenca (0 guardons)